# Cassipourea mossambicensis
Cassipourea mossambicensis är en tvåhjärtbladig växtart som först beskrevs av Wilhelm Georg Baptist Alexander von Brehmer, och fick sitt nu gällande namn av Arthur Hugh Garfit Alston. Cassipourea mossambicensis ingår i släktet Cassipourea, och familjen Rhizophoraceae. Inga underarter finns listade i Catalogue of Life.